# Чагырская пещера
Чагы́рская пещера — пещера в южной части Алтайского края на территории Краснощёковского района в 2 км вверх от посёлка Усть-Чагырка.
Чагырская пещера расположена в районе северных отрогов Тигирецкого хребта в обрыве левого берега реки Чарыш на высоте 25 м от уреза воды и представляет собой карстовую полость трапециевидной формы. В пещере два зала площадью около 130 м².

## Археологические находки
В Чагырской пещере нашли костные остатки низкорослой лошади Оводова (Equus ovodovi).
В Чагырской пещере была найдена самая большая коллекция материала из одной пещеры — 80 фрагментов костей и сотни тысяч каменных орудий неандертальцев. На основе останков, из которых удалось извлечь ДНК, найденных в Чагырской пещере, удалось расшифровать 13 полных ядерных неандертальских геномов (всего год назад в мире было известно лишь 4 ядерных неандертальских генома). Археологические материалы, обнаруженные в Чагырской пещере, имеют единственный аналог на Алтае — в индустриях пещеры Окладникова.
В Чагырской пещере найден кристалл горного хрусталя, который неандертальцы откололи от друзы и целенаправленно принесли в пещеру, но при этом в качестве орудия его никак там не использовали.
Дата кровли слоя 6а и средней части слоя 6б, получена абсолютная дата 49 000 л. н., для подошвы слоя 6б — 49 000 л. н., 52 000 л. н., для кровли слоя 6в/1 — 45 672 ± 481 л. н., 49 000 л. н., 52 000 л. н., для средней части слоя 6в/1 — 48 724 ± 692 л. н, для подошвы слоя 6в/1 — 50 524 ± 833 л. н., 49 000 л. н., 52 000 л. н., для отложений слоя 6в/2 — 49 000 лет назад.
Отложения богатого калием полевого шпата накапливались в период между 59 000 и 49 000 лет назад, когда климат был холодным и сухим. Анализ изотопов стронция в костях чагырских неандертальцев показал, что они вели оседлый образ жизни, родились и умерли в одной и той же местности. Проведя комбинированный анализ стабильных изотопов углерода и азота в костном коллагене и микроботанических остатках в зубном камне неандертальцев из Чагырской пещеры и из пещеры Окладникова и сравнив с такими же значениями у европейских неандертальцев, учёные сделали вывод о близком рационе питания — главным компонентом рациона было мясо лошадей и бизонов, рыба в меню отсутствовала. Найденные на зубах неандертальцев из Чагырской пещеры микроэлементы свидетельствуют об употреблении различных видов крахмалистых растений, например плодов древовидной караганы.
В пещере в слоях возрастом 40—45 тыс. лет были обнаружены костные останки трёх людей вида Homo neandertalensis, в том числе левая локтевая кость неандертальца. Передний зуб неандертальца (резец) очень маленький, недоразвитый, что, вероятно связано с тем, что неандертальцы ели грубую животную пищу. Молочные зубы индивида из Чагырской пещеры по размерам проявляют наибольшее сходство с зубами европейских неандертальцев и максимально приближаются к некоторым ближневосточным находкам (неандерталец Кебара 4 из пещеры Кебара и Homo Дедерьех 1 в Сирии) и демонстрируют максимальное сходство с поздним неандертальцами Спи VI из пещеры Спи (Бельгия), Арси-сюр-Кюр 3826 из пещеры Арси-сюр-Кюр (Франция) и с ближневосточным Homo Кафзех 15 из пещеры Кафзех (Израиль). В этом же кластере располагается верхнепалеолитическая нижняя челюсть с красноярской стоянки Лиственка. По индексу коронки молочные клыки из Чагырской пещеры располагаются рядом с молочным зубом из пещеры Страшной. У образца Чагырская-57 из слоя 6б с помощью микрокомпьютерной томографии удалось выявить признаки хронического верхнечелюстного синусита начальной—средней стадии, что стало вторым известным случаем хронического верхнечелюстного синусита у неандертальцев после образца Neanderthal 1.
Исследование митохондриальной ДНК из фрагментарных останков неандертальцев (пяти взрослых и двоих детей) показало, что, по предварительным данным, все они были родственниками по материнской линии. Чагырских неандертальцев отличает традиция изготовления определённых каменных орудий, в частности плоско-выпуклых бифасов с обушком, которая имеет аналогии не в Сибири, а в Европе.
Неандертальская митохондриальная ДНК была обнаружена в рыхлых отложениях Чагырской пещеры без наличия самих останков неандертальцев. Геномы неандертальцев Chagyrskaya 8, Gibraltar 1 из пещеры Форбса (Гибралтар) и Vindija 33.19 (пещера Виндия в Хорватии) оказались ближе друг к другу нежели к геному неандертальца Altai Neanderthal из Денисовой пещеры. Chagyrskaya 8 из слоя 6b по мтДНК ближе всего к неандертальцам Okladnikov 2, Les Cottes Z4-1514 и денисовско-неандертальскому гибриду Denisova 11. У 20 неандертальских образцов из пещеры Чагырская (11 зубов и 9 костей), которая была занята неандертальцами вокруг терминальной фазы морской изотопной стадии 4 (приблизительно 60 000 лет до настоящего времени), была секвенирована ДНК. У одного образца хорошая сохранность ДНК и низкие уровни контаминации микробной и современной ДНК человека позволили секвенировать геном до высокого охвата (∼28x). Четыре образца не содержали обнаруженных количеств древней ядерной или митохондриальной ДНК. Различное количество ДНК удалось извлечь из 10 зубов и пяти костей (покрытие целевых участков от 0,08х до 4,5х). Два из этих 15 образцов принадлежали одной и той же неандертальской особи, а один дополнительный образец принадлежал той же особи, чей геном был секвенирован с высоким охватом. Исследование генома чагырского неандертальца Chagyrskaya 8 с 27-кратным покрытием показало, что эта особь жила ~80 000 лет назад и была более тесно связана с неандертальцами в Западной Евразии, чем с неандертальцами, жившими ранее в Денисовой пещере. Самыми близкими родственниками для чагырских неандертальцев оказались неандертальцы из Мезмайской пещеры в Краснодарском крае. Чагырские неандертальцы жили в относительно изолированных популяциях, насчитывавших менее 60 особей, тогда как неандертальцы из Европы, денисовец из Денисовой пещеры и древние Homo sapiens, по-видимому, жили в популяциях более крупных размеров. ДНК образца Chagyrskaya 8 наиболее тесно из всех известных образцов ДНК неандертальцев связана с ДНК матери девочки-гибрида денисовца и неандерталки Denisova 11 из Денисовой пещеры, расположенной в примерно в 106 км от Чагырской пещеры.
Молочный зуб Чагырская 19 и два постоянных зуба (Чагырская 13 и Чагырская 63) принадлежали неандертальскому мальчику 9-15 лет Чагырская G. Чрезвычайно низкое генетическое разнообразие чагырских неандертальцев были интерпретированы как означающие, что их неандертальцев могла состоять всего из 10-20 особей. В сопроводительной статье Общества Макса Планка говорится: «Это намного меньше, чем у любого древнего или современного человеческого сообщества, и больше похоже на размеры групп исчезающих видов, находящихся на грани вымирания». При этом 60-100 % женщин являлись мигрантами из другого сообществ. Однако некоторые женщины оставались в группах, в которых они родились.
По данным генетиков, Чагырскую пещеру и пещеру Сибирячиха (пещера Окладникова) населяли неандертальцы второй волны, у которых был «европейский» антропологический тип, тогда как в Денисовой пещере жили неандертальцы первой волны. Исследование неандертальских геномов семи мужчин и пяти женщин из Чагырской пещеры, а также мужчины и женщины из пещеры Окладникова показало, что эти поздние неандертальцы, жившие между 49 000 и 59 000 л. н., принадлежали к популяции, состоящей всего из сотен мужчин. В отличие от Y-хромосомы и ядерной ДНК, мтДНК как у мужчин, так и у женщин была относительно разнообразной, а значит предки-женщины вносят больший вклад в эту неандертальскую популяцию, чем мужчины. Это может быть объяснено эффектом основателя, в котором первоначальная группа включала меньше фертильных мужчин, чем женщин. Также во время второй волны в Чагырскую пещеру из Европы попала микокская индустрия — в Чагырской пещере неандертальцы использовали почти идентичные европейским формы и способы обработки каменного инвентаря. Об этом свидетельствует геометрический морфологический анализ трёхмерных моделей отсканированных инструментов, найденных в Чагырской пещере и в Гроте кресельной скалы (Зессельфельсгротт G) (Эссинг, Германия). На материалах слоя 6в/2 Чагырской пещеры и комплекса слоя 3 пещеры Окладникова был применён анализ последовательности сколов (scar-pattern), что позволило реконструировать две технологические цепочки изготовления бифасиальных орудий в рамках плоско-выпуклого и плоско-выпуклого альтернативного методов. Облик признаков сработанности на бифасиальных орудиях из Чагырской пещеры полностью аналогичен следам на изделиях с памятников Бокштайн, Гроссе Гротте-9 и Шулелох. Сибирячихинский вариант среднего палеолита Алтая, представленный комплексами Чагырской пещеры, отличается и от среднеазиатских среднепалеолитических комплексов с плоско-выпуклыми бифасиальными орудиями (пещера Сельунгур в Киргизии), и от ближневосточных ашело-ябрудийских комплексов (Ябруд, Табун, Мислия, Зутие) и, очевидно, не имеет ближневосточных/восточных корней. Связь между чагырскими и европейскими микокскими орудиями была установлена на основе детального технологического и типологического анализа более 3000 каменных орудий. Чагырские артефакты очень напоминают микокские комплексы из мест Центральной и Восточной Европы, особенно Крыма и Северного Кавказа. Микоковидные орудия известны только из одного другого места в Южной Сибири — из пещеры Окладникова, но их очень мало для строгого статистического анализа. Среднепалелитические индустрии с бифасами, включая клиновидные ножи-кайльмессеры, выявлены в пещерах Чагырской и Окладникова.

## Галерея

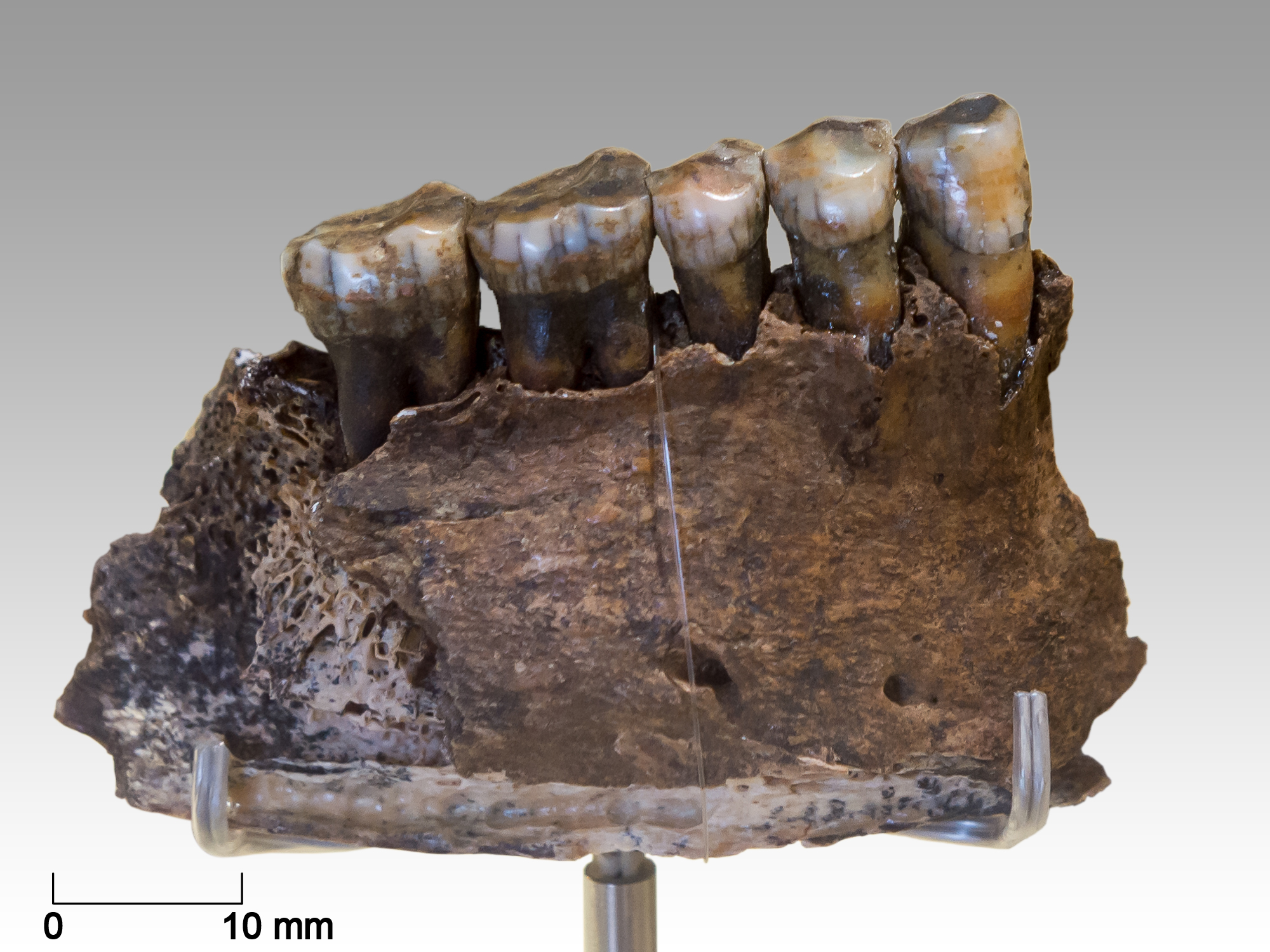
Фрагмент правой нижней челюсти неадертальца Chagyrskaya 6 с клыком, премоляром и 2 молярами. Найден в 2011 году, площадь № 10, слой 6b, горизонт 3. Оригинал, выставленный на специальной выставке «Третий человек» («Le troisième Homme») в Национальном музее доисторической эпохи (Лез-Эзи-де-Тайак-Сирёй, Франция)
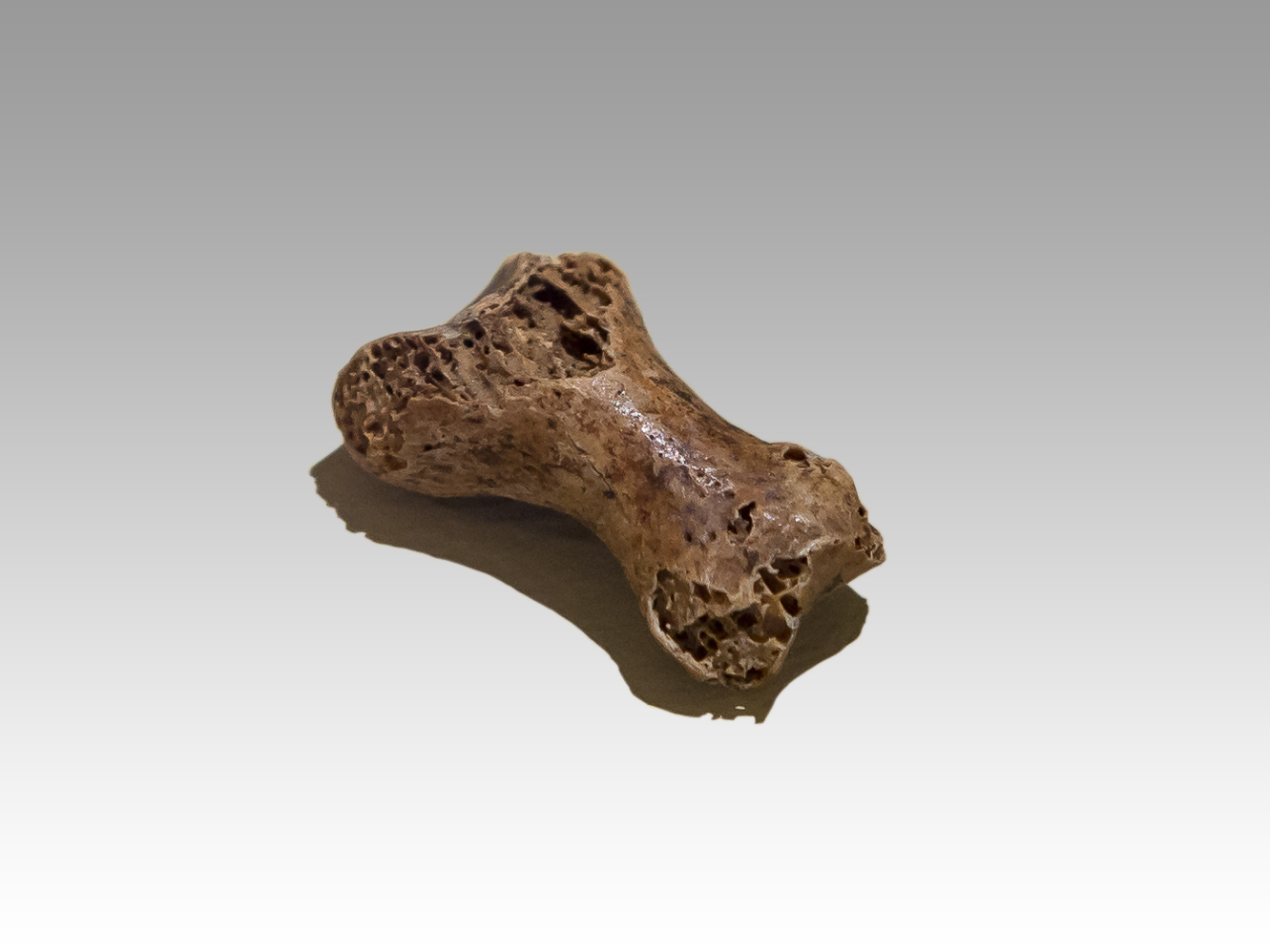
Фаланга пальца ноги неандертальца из Чагырской пещеры
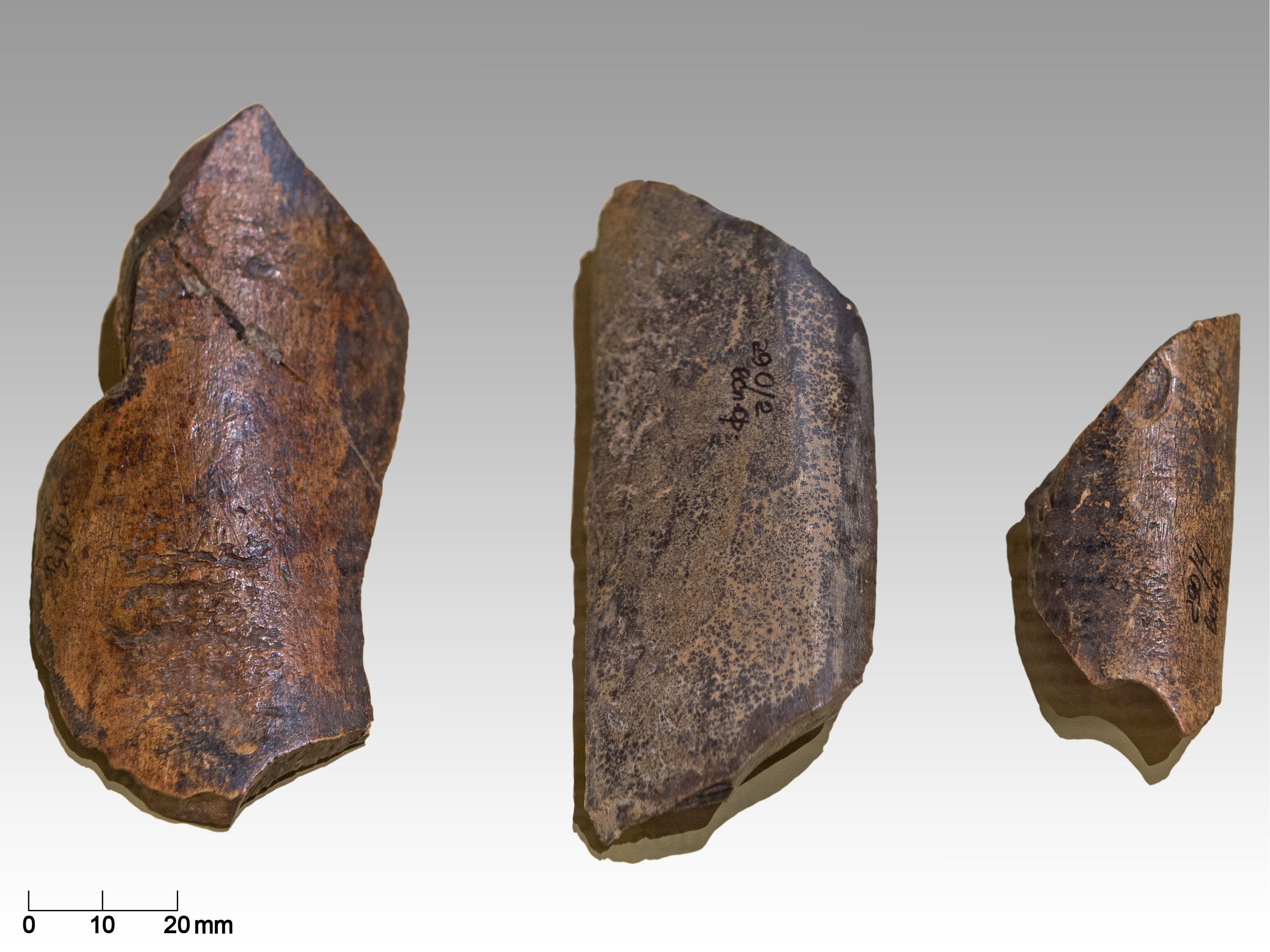
Кости бизонов из Чагырской пещеры, использовавшиеся в качестве ретушёров для каменных орудий
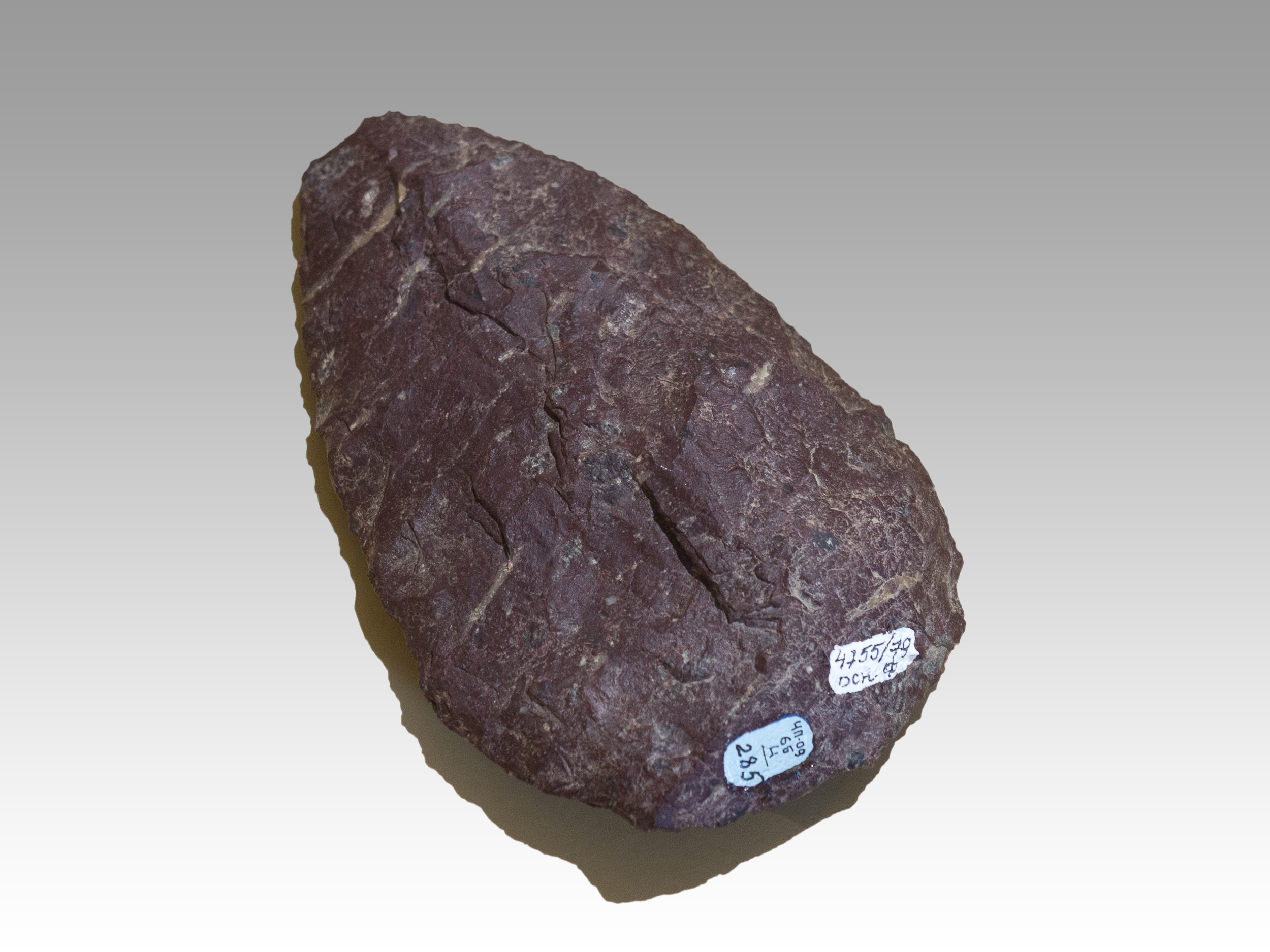
Ручной топор из Чагырской пещеры